# Doryonychus
Doryonychus is een monotypisch geslacht van spinnen uit de  familie van de Tetragnathidae (Strekspinnen).

## Soort
- Doryonychus raptor Simon, 1900